# Pablo Couñago
Pablo González Couñago (Redondela, 9 agosto 1979) è un ex calciatore spagnolo, di ruolo attaccante.

## Palmarès

### Club
- Coppa Intertoto UEFA: 1

Celta Vigo: 2000

### Nazionale
- Campionato mondiale Under-20: 1

1999

### Individuale
- Scarpa d'oro del campionato del mondo Under-20: 1

Nigeria 1999 (5 gol)